# Eupithecia subconclusaria
Eupithecia subconclusaria är en fjärilsart som beskrevs av Louis Beethoven Prout 1917. Eupithecia subconclusaria ingår i släktet Eupithecia och familjen mätare. Inga underarter finns listade i Catalogue of Life.